# Throne of Darkness
Throne of Darkness (tạm dịch: Ngai vàng đen tối) là trò chơi máy tính thuộc thể loại nhập vai hành động lấy bối cảnh Nhật Bản thời kỳ Sengoku do hãng Click Entertainment phát triển và Sierra Entertainment, một công ty con của Vivendi Universal phụ trách phát hành vào năm 2001.

## Cốt truyện
Cốt truyện của game diễn ra ở Yamato, Nhật Bản thời Trung cổ do Shogun Tsunayoshi và Daimyō của bốn gia tộc đồng cai trị. Chỉ vì khao khát thuật trường sinh bất tử mà Tsunayoshi đành lòng bán linh hồn cho quỹ dữ nhưng không ngờ lại hóa thành Chúa quỷ Zanshin, bằng đầu óc và thể xác bị quỷ ám, Zanshin đã triệu hồi đạo quân bóng tối với số lượng lớn và tiến hành xâm lược Yamato. Chẳng mấy chốc, binh đoàn ma quỷ của Zanshin đã tràn ngập khắp Yamato chỉ trong một đêm, tấn công và tàn phá lãnh địa của các gia tộc với uy lực vô song đáng sợ. Tin rằng bốn gia tộc Daimyō đã bị tiêu diệt hoàn toàn, Zanshin vội vàng hạ lệnh rút binh, sơ ý để lại một Daimyō và bảy thuộc hạ thân tín còn sống sót. Vào lúc rạng sáng, viên Daimyō này quyết định phản công ngay tức khắc, bèn phái bảy viên Samurai võ nghệ cao cường dưới quyền đuổi theo với mục đích duy nhất là giết chết Chúa quỷ Zanshin và tiêu diệt đoàn quân quỹ dữ hùng mạnh của hắn.
Tên của bốn gia tộc và Daimyō trùng với tên các nhân vật và gia tộc có thật trong lịch sử Nhật Bản:
- Gia tộc Mōri do Daimyō Mōri Motonari lãnh đạo.
- Gia tộc Oda do Daimyō Oda Nobunaga lãnh đạo
- Gia tộc Tokugawa do Daimyō Tokugawa Ieyasu lãnh đạo.
- Gia tộc Toyotomi do Daimyō Toyotomi Hideyoshi lãnh đạo.

## Cách chơi
Lối chơi của game tương tự như Diablo II, nhiều thành viên trong nhóm phát triển game từng làm cho Diablo. Mục chơi mạng của game chia thành ba dạng và hỗ trợ lên đến 35 người chơi.

### Nhân vật
Người chơi được quyền lựa chọn bốn trong bảy Samurai khác nhau gồm: Leader, Archer, Brick, Ninja, Wizard, Swordsman và Berserker.
| Nhân vật  | Gia tộc Mōri      | Gia tộc Oda       | Gia tộc Tokugawa      | Gia tộc Toyotomi  | Đặc điểm |
| Leader    | Takeda Shingen    | Ōishi Kuranosuke  | Date Masamune         | Sanada Yukimura   | Leader là nhân vật thủ lĩnh và có uy tín nhất trong nhóm bảy Samurai, khiến cho nhân vật này dễ dàng trao đổi vật phẩm và hạ giá thành dịch vụ. Thuộc típ người tháo vát và có chung kỹ năng với các samurai khác như: - Sử dụng thành thạo katana của 6 Samurai khác - Sử dụng kỹ năng dùng thương của Brick và Berserker - Khả năng dùng ám khí và cung tên của Archer và Ninja - Khả năng dùng phép thuật của Wizard |
| Archer    | Sasaki Kojirō     | Teraoka Masami    | Tejima Kenzaburo      | Murakami Takauji  | Archer là bậc thầy của cung đạo chuyên sử dụng vũ khí tầm xa, bao gồm cung và tên, shuriken và kunai, đồng thời có khả năng sử dụng kiếm trong cận chiến. |
| Brick     | Sato no Tadanobu  | Kamui Kanna       | Musashibō Benkei      | Akagi Toshiro     | Nhân vật mạnh nhất trong bảy Samurai, Brick là chuyên gia sử dụng cac loại vũ khí giáo dài như naginata và tetsubo cũng như có khả năng trang bị các loại kiếm từ 1 đến 2 tay nhằm đề phòng trong những trường hợp cần thiết. |
| Ninja     | Ise Yoshimori     | Kajiwara Kagesue  | Ishikawa Goemon       | Fujiwara Jutaro   | Nhân vật lén lút và chuyên hành động bí mật với tốc độ di chuyển nhanh nhất, Ninja khá quen thuộc với những phương pháp rèn luyện cơ thể nghiêm ngặt cùng thứ võ thuật xuất quỷ nhập thần, cho phép lớp nhân vật này sử dụng cả đao kiếm lẫn vũ khí tầm xa bên cạnh kiến thức về ma thuật chỉ đứng thứ hai sau Wizard.                                                                                                  |
| Wizard    | Hōjō Sooun        | Kawanabe Kyōsai   | Sugawara no Michizane | Ootani Yoshitsugu | Là nhân vật có thể chất yếu nhất, nhưng bù lại Wizard lại sở một kho kiến thức đồ sộ về bảo hộ, nguyền rủa và những phép thuật thuộc tính tự nhiên đầy uy lực. Tuy không có lợi thế trong cận chiến nhưng vẫn có khả năng sử dụng cơ bản các loại đao kiếm và vũ khí tầm xa. |
| Swordsman | Miyazaki Ashitaka | Imagawa Yoshimoto | Hōjō Ujimasa          | Taira Kiyomori    | Swordsman là cao thủ kiếm thuật đầy uy lực trong cận chiến, đi kèm với khả năng tấn công bằng cung tên. |
| Berserker | Yagyū Jūbei       | Nomi no Sukune    | Hijikata Toshizō      | Miyamoto Musashi  | Chuyên gia sử dụng giáo dài, cùng các loại kiếm từ 1 đến 2 tay, cũng như khả năng tấn công bằng tay không, Berserkerlà nhân vật mạnh nhất trong game với ưu thế áp đảo số đông kẻ địch với mức sát thương cao cùng khả năng phòng thủ tốt. |

### Vật phẩm
Có bốn loại vũ khí trong game gồm: kiếm, giáo, cung và phi tiêu, cùng năm kiểu giáp là: áo giáp thân, mũ sắt, giáp chân, bao tay và mặt nạ. Bốn loại vật phẩm được điểm thưởng thêm là: bùa, tràng hạt, đồ trang sức và các loại thuốc phục hồi máu, mana cùng các chỉ số trạng thái khác.